# Floridablanca (Pampanga)
Floridablanca is een gemeente in de Filipijnse provincie Pampanga op het eiland Luzon. Bij de laatste census in 2007 had de gemeente ruim 103 duizend inwoners.

## Geografie

### Bestuurlijke indeling
Floridablanca is onderverdeeld in de volgende 33 barangays:
| - Anon - Apalit - Basa Air Base - Benedicto - Bodega - Cabangcalan - Calantas - Carmencita - Consuelo - Dampe - Del Carmen | - Fortuna - Gutad - Mabical - Santo Rosario - Maligaya - Mawacat - Nabuclod - Pabanlag - Paguiruan - Palmayo - Pandaguirig | - Poblacion - San Antonio - San Isidro - San Jose - San Nicolas - San Pedro - San Ramon - San Roque - Santa Monica - Solib - Valdez |

## Demografie
Floridablanca had bij de census van 2007 een inwoneraantal van 103.388 mensen. Dit zijn 17.994 mensen (21,1%) meer dan bij de vorige census van 2000. De gemiddelde jaarlijkse groei komt daarmee uit op 2,67%, hetgeen hoger is dan het landelijk jaarlijks gemiddelde over deze periode (2,04%). Vergeleken met de census van 1995 is het aantal mensen met 26.705 (34,8%) toegenomen.

De bevolkingsdichtheid van Floridablanca was ten tijde van de laatste census, met 103.388 inwoners op 175,48 km², 437 mensen per km².